# Prater (1924)
Prater ist ein deutsches Stummfilmmelodram aus dem Jahre 1924 von Peter Paul Felner mit Henny Porten in der Hauptrolle.

## Handlung
Annemarie und Franzi sind Schwestern und verdienen sich beide ihren Lebensunterhalt als Näherinnen in Wien. Ihr Bruder Martin hat auf einem Schiff angeheuert und arbeitet als Matrose. Eines Tages lernt Annemarie im Prater den Grafen Rynon kennen, der sie tatsächlich trotz aller Standesunterschiede heiratet. Franzi findet ihr Glück in dem Lokomotivführer Fritz und wird seine Ehefrau. Bald aber ziehen dunkle Wolken am Ehehimmel der Gräfin Annemarie auf.
Ein Marquis, ein Freund des Grafen, versucht heftig mit ihr anzubändeln, wird aber regelmäßig von ihr zurückgewiesen. Als Franzi Annemarie daheim besucht, versucht der Adelige sein Glück eben bei ihr. Er übergibt ihr ein kostbares Schmuckstück, woraufhin Martin sehr verärgert reagiert. Die Ehen der beiden Schwestern drohen nun auseinanderzubrechen. Um den lästigen Bewerber um die Gunst seiner verheirateten Schwestern die Meinung zu sagen, sucht Martin ein Gespräch mit dem Aufdringlichen. Am nächsten Tag wird der Marquis tot aufgefunden. Annemarie gerät unter Mordverdacht, doch stellt es sich heraus, ein unglücklicher Zufall zum Tode des Marquis geführt hat. Schließlich versöhnen sich die beiden Ehepaare wieder.

## Kritik
In Paimann’s Filmlisten ist zu lesen: „Das Sujet läßt sich gut an, verliert aber nach dem zweiten Akte an Spannung wie auch an Logik. Zum Schlusse erholt es sich wieder. Die Darstellung ist durchgehend passabel, Riemann und Vogt manchmal outrierend. Die Aufmachung ist sauber, ebenso die Photos.“

## Produktionsnotizen
Prater, auch mit dem Untertitel Die Erlebnisse zweier Nähmädchen geführt, passierte am 17. Dezember 1924 die deutsche Filmzensur und erlebte am 18. Dezember 1924 im Berliner Alhambra-Kino die deutsche Erstaufführung. Die in Wien stattfindende Uraufführung ist jedoch bereits für den 21. November 1924 nachweisbar. Der sechsaktige Film war 2244 Meter lang und wurde mit Jugendverbot belegt.
Außendrehs waren in der Wachau und am Wiener Prater.
Otto Erdmann und Hans Sohnle schufen die Filmbauten. Eugen Kürschner war Aufnahmeleiter.